# Béthines
Béthines és un municipi francès situat al departament de la Viena i a la regió de la Nova Aquitània. L'any 2007 tenia 486 habitants.

## Demografia

### Població
El 2007 la població de fet de Béthines era de 486 persones. Hi havia 208 famílies de les quals 68 eren unipersonals (32 homes vivint sols i 36 dones vivint soles), 72 parelles sense fills, 60 parelles amb fills i 8 famílies monoparentals amb fills.
La població ha evolucionat segons el següent gràfic:
Habitants censats

### Habitatges
El 2007 hi havia 300 habitatges, 210 eren l'habitatge principal de la família, 65 eren segones residències i 25 estaven desocupats. 299 eren cases i 1 era un apartament. Dels 210 habitatges principals, 157 estaven ocupats pels seus propietaris, 41 estaven llogats i ocupats pels llogaters i 12 estaven cedits a títol gratuït; 16 tenien dues cambres, 27 en tenien tres, 67 en tenien quatre i 100 en tenien cinc o més. 157 habitatges disposaven pel capbaix d'una plaça de pàrquing. A 98 habitatges hi havia un automòbil i a 85 n'hi havia dos o més.

### Piràmide de població
La piràmide de població per edats i sexe el 2009 era:
| Homes | Edats   | Dones |
| ----- | ------- | ----- |
| 0     | 95 o +  | 0     |
| 0     | 90 a 94 | 16    |
| 0     | 85 a 89 | 16    |
| 8     | 80 a 84 | 8     |
| 12    | 75 a 79 | 16    |
| 24    | 70 a 74 | 28    |
| 28    | 65 a 69 | 24    |
| 12    | 60 a 64 | 16    |
| 12    | 55 a 59 | 8     |
| 16    | 50 a 54 | 8     |
| 16    | 45 a 49 | 12    |
| 12    | 40 a 44 | 8     |
| 8     | 35 a 39 | 12    |
| 16    | 30 a 34 | 12    |
| 16    | 25 a 29 | 16    |
| 16    | 20 a 24 | 12    |
| 8     | 15 a 19 | 12    |
| 12    | 10 a 14 | 12    |
| 12    | 5 a 9   | 12    |
| 16    | 0 a 4   | 8     |

## Economia
El 2007 la població en edat de treballar era de 253 persones, 180 eren actives i 73 eren inactives. De les 180 persones actives 166 estaven ocupades (92 homes i 74 dones) i 14 estaven aturades (4 homes i 10 dones). De les 73 persones inactives 32 estaven jubilades, 21 estaven estudiant i 20 estaven classificades com a «altres inactius».

### Ingressos
El 2009 a Béthines hi havia 200 unitats fiscals que integraven 469 persones, la mediana anual d'ingressos fiscals per persona era de 14.698 €.

### Activitats econòmiques
Dels 22 establiments que hi havia el 2007, 1 era d'una empresa alimentària, 4 d'empreses de fabricació d'altres productes industrials, 4 d'empreses de construcció, 5 d'empreses de comerç i reparació d'automòbils, 1 d'una empresa de transport, 2 d'empreses d'hostatgeria i restauració, 2 d'empreses financeres, 2 d'empreses immobiliàries i 1 d'una empresa de serveis.
Dels 8 establiments de servei als particulars que hi havia el 2009, 1 era una oficina de correu, 1 una oficina bancària, 1 taller de reparació d'automòbils i de material agrícola, 3 fusteries, 1 lampisteria i 1 restaurant.
Dels 2 establiments comercials que hi havia el 2009, 1 era una botiga de menys de 120 m² i 1 una fleca.
L'any 2000 a Béthines hi havia 39 explotacions agrícoles que ocupaven un total de 3.399 hectàrees.

## Equipaments sanitaris i escolars
El 2009 hi havia una escola elemental integrada dins d'un grup escolar amb les comunes properes formant una escola dispersa.

## Poblacions més properes
El següent diagrama mostra les poblacions més properes.